# Acorda amor
 Acorda amor (in italiano:Svegliati amore) è una canzone composta nel 1964 da Chico Buarque (firmata con lo pseudonimo Julinho da Adelaide) e Leonel Paiva.

## Storia e significato
Il brano musicale fu composto all'inizio della Dittatura militare brasiliana.
Con Acorda Amor (in portoghese: Svegliati amore) Chico Buarque manda dei messaggi subliminali. "Svegliati amore" è  riferito alle persone. Dicendo "Svegliati!" voleva che si rendessero conto di cosa stava succedendo proprio davanti ai loro occhi, dal momento che la maggior parte delle persone, all'inizio, non avevano idea di cosa stessero facendo i dittatori.
Il brano musicale inizia con il suono delle sirene  della polizia.
Le frasi quali: "Ho appena avuto un incubo", "Ho sognato che fuori c'erano persone / Bussano al cancello, che angoscia"
sono riferite alle operazioni che svolgevano i militari che entravano nelle case della gente, senza chiedere il permesso, le svegliavano, le rapivano e, al minimo segno di sospetto per qualcosa che era censurato dal governo, venivano torturate.
Il protagonista della canzone è vittima di un’operazione notturna della polizia della dittatura militare, mirata ad arrestare i dissidenti politici. L'uomo non può far altro che disperarsi e chiede ingenuamente aiuto alla sua compagna.
Il brano descrive esaurientemente quello che chiunque può provare in situazioni del genere, la disperazione, la rabbia, l’impotenza, la paura per i propri cari e persino i pensieri più banali, come farsi portare in carcere lo spazzolino da denti e il sapone (e la chitarra, nel caso di Chico Buarque)

## Altre versioni
- 2021, Liniker, Letrux, Luedji Luna, Maria Gadú e Xênia França - Gente Aberta Deixa eu dizer (ACORDA AMOR)

## Discografia
- Chico Buarque - Sinal Fechado (LP, 1974)